# Pardon C
Pardon C (né Obinna Okoro) est un chanteur, auteur-compositeur et entrepreneur nigérian basé aux États-Unis, actuellement signé sur le label TCO Music,,.   

## Discographie

### Singles
- 2009: Ukwu Ruo Ala
- 2015: Chain Dem
- 2015: Beauty Wahala
- 2015: Wereya Easy
- 2015: Igbo Nwere Mmadu
- 2015: Romeo
- 2016: Emergency
- 2016: Gbabe
- 2017: Bele Bele avec Jose Chameleone[4]
- 2017: Eyes Don See
- 2017 : Package ET MR C.G.O
- 2017 : Shower Your Blessings avec Naomi Achu
- 2018: Mama
- 2018: Brain Box
- 2019: Fire Lady
- 2019: ije love
- 2019: One Africa

## Récompenses et nominations
| Année | Prix                                | Catégorie                       | Résultat   |
| ----- | ----------------------------------- | ------------------------------- | ---------- |
| 2016  | Diaspora Entertainment Awards       | Meilleur acte masculin          | Lauréat    |
| 2017  | Prix de la prochaine génération     | Meilleur clip vidéo "Emergency" | Lauréat    |
| 2017  | Meilleure chanson                   | "Bele Bele" (Ft. J.Chameleone)  | Nomination |
| 2017  | Prix Hollywood et African Prestiges | Meilleur acte masculin          | Nomination |
| 2017  | Prix Hollywood et African Prestiges | Meilleur acte masculin          | Nomination |
| 2018  | Prix Uollywood                      | Meilleur clip vidéo "Emergency" | Lauréat    |
| 2019  | Prix AFRIFAMU                       | Meilleure diaspora masculine    | Lauréat    |